# Oyashio

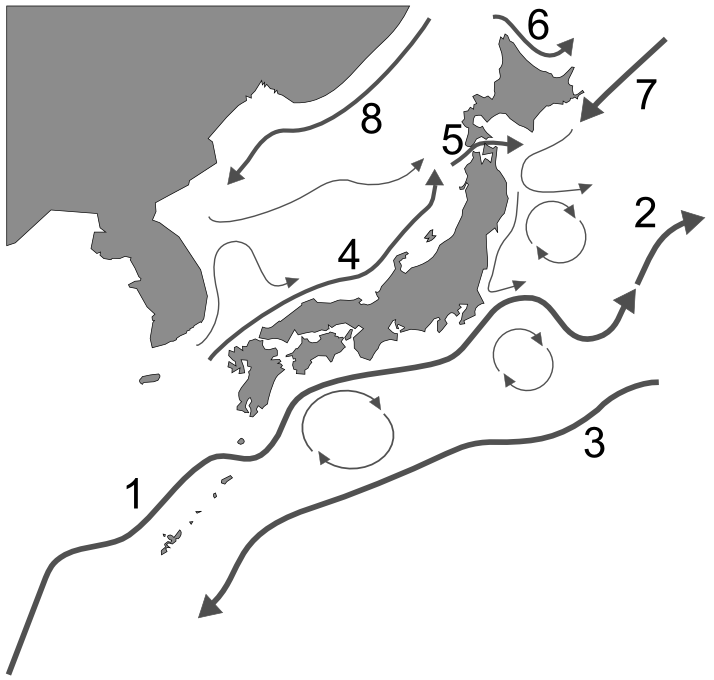
De havsströmmar som omger de japanska öarna: 1. Kuroshio 2. Norra stillahavsströmmen 3. Kuroshiomotströmmen 4. Tsushimaströmmen 5. Tsugaruströmmen 6. Sōyaströmmen 7. Oyashio 8. Limanströmmen

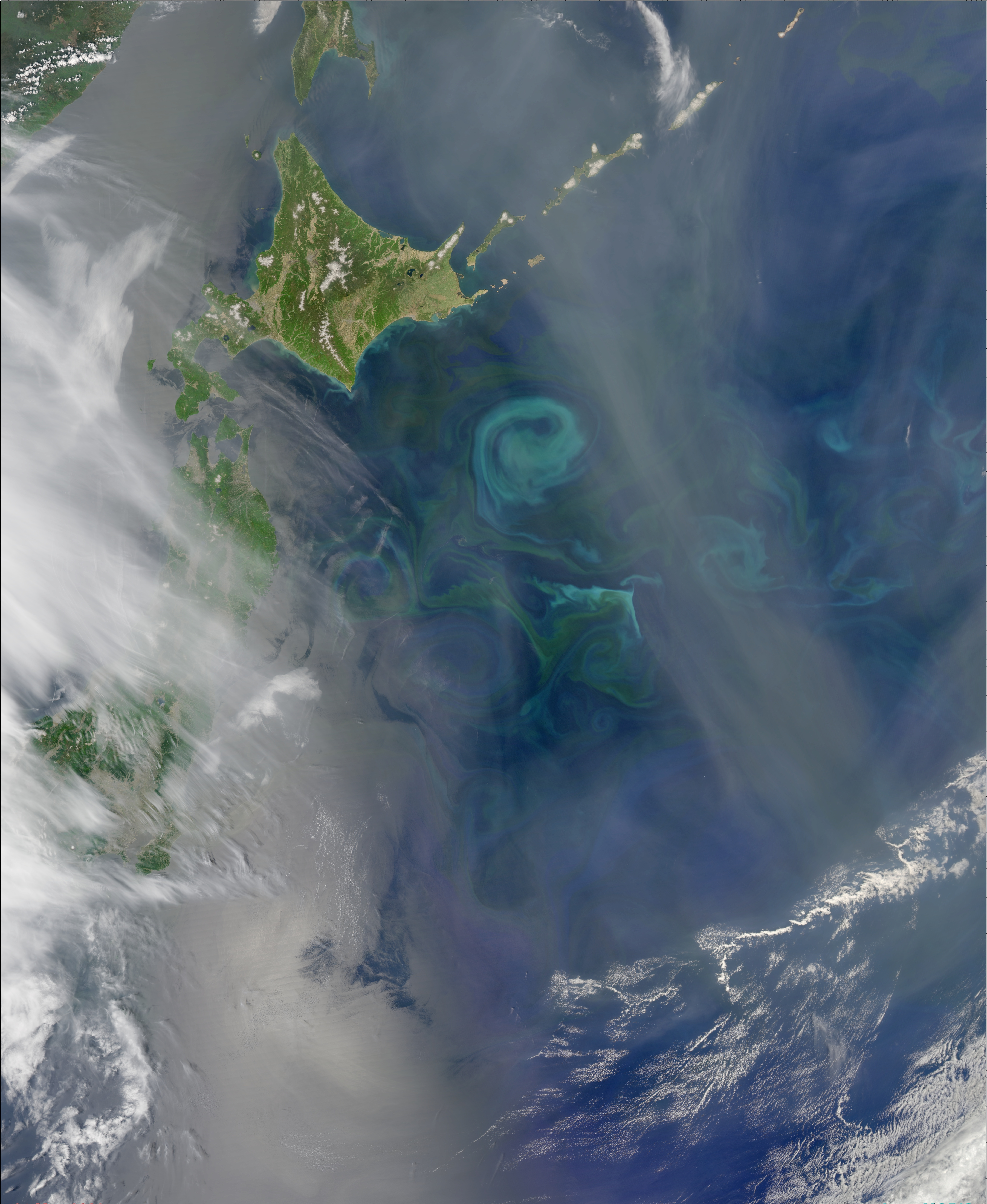
Den i artikeln nämnda färgkontrasten kan observeras på detta satellitfoto i strömvirvlarna där Oyashio och Kuroshio möts.

Oyashio är en havsström i nordvästra Stilla havet som kommer från Berings hav, fortsätter utanför Kamtjatkahalvöns östkust och Kurilerna tills den möter den varma Kuroshioströmmen mellan 37 och 40° nordlig bredd. Här splittras den upp; trycks delvis nedåt, och böjer delvis av åt öster. Vattnet i Oyashio är en subarktisk vattenmassa med låg temperatur och låg salthalt. Det är näringsrikt och har mycket plankton, något som ger vattnet en brunaktig färg. Där Oyashio möter Kuroshio, blir det en kraftig temperaturkontrast (oceanisk polarfront) och färgkontrast. Japanske forskare räknar med att Oyashio har en vattenföring på 15 miljoner kubikmeter per sekund. Det är cirka 1/4 av vattenföringen i Kuroshio.